# Gorenja Vas-Poljane (khu tự quản)
Khu tự quản Gorenja Vas-Poljane (tiếng Slovene: Občina Gorenja vas - Poljane) là một khu tự quản ở Slovenia. Khu định cư chính của đô thị này là Gorenja Vas và Poljane nad Škofjo Loko.

## Người nổi tiếng
Người nổi tiếng sinh ra ở khu tự quản này bao gồm:
- Anton Ažbe (1862–1905), họa sĩ và nhà giáo dục
- Miha Krek (1897–1969), nhà chính trị bảo thủ
- Ignatius Mrak (1818–1901), nhà truyền giáo Công giáo La Mã và giám chức người Slovenia lai Mỹ
- Ivan Tavčar (1851–1923), nhà văn và chính trị gia tự do
- Aleš Ušeničnik (1868–1952), nhà triết học Neo-Thomist

## Đường dẫn ngoài
- Tư liệu liên quan tới Municipality of Gorenja Vas–Poljane tại Wikimedia Commons
- Khu tự quản Gorenja Vas–Poljane trên Geopedia Lưu trữ ngày 20 tháng 6 năm 2012 tại Wayback Machine